# Echepolo
Nella mitologia greca, Echepolo (in greco antico: Ἐχέπωλος) era il nome di vari personaggi presenti nella guerra di Troia, scoppiata per colpa del rapimento di Elena, moglie di Menelao un re acheo, effettuato da Paride figlio di Priamo il re del regno di Troia. Tale guerra scoppiata fra i due regni viene raccontata da Omero nell'Iliade.

## Il mito
Sotto il nome di Echepolo ritroviamo:
- Echepolo, figlio del troiano Talisio. Soldato che non aveva paura di combattere in prima fila, venne colpito alla fronte dall'arma di Antiloco, che lo passò da parte a parte: cadde a terra morto con gran fragore. Si tratta della prima vittima degli scontri narrati nell'Iliade.

 " E per primo Antiloco uccise in mezzo ai Troiani un armato,

forte tra i forti, Echepolo Talisiade;

per primo colpì sul cimiero dell'elmo chiomato,

e trapassò la fronte e penetrò nell'osso

la punta di bronzo; di colpo il buio coperse i suoi occhi,

e crollò, come cade una torre, nella mischia brutale " 
(Omero, Iliade, IV, traduzione di Rosa Calzecchi Onesti)
- Echepolo, figlio di Anchise. Per non partecipare alla guerra dove suo fratello Enea gli era contro preferì regalare due cavalli ad Agamennone: tali bestie si chiamavano Podargo e Aite

### Fonti
- Omero, Iliade IV 458, libro XXIII 296.

### Traduzione delle fonti
- Omero, Iliade, quinta edizione, Bergamo, BUR, 2005, ISBN 88-17-17273-1. Traduzione di Giovanni Cerri